# Отрив (Орн)
Отрив (фр. Hauterive) насеље је и општина у северној Француској у региону Доња Нормандија, у департману Орн која припада префектури Алансон.
По подацима из 2011. године у општини је живело 489 становника, а густина насељености је износила 70,06 становника/km². Општина се простире на површини од 6,98 km². Налази се на средњој надморској висини од 145 метара (максималној 160 m, а минималној 132 m).

## Демографија
| 1962. | 1968. | 1975. | 1982. | 1990. | 1999. | 2011. |
| ----- | ----- | ----- | ----- | ----- | ----- | ----- |
| 320   | 315   | 309   | 343   | 346   | 374   | 489   |

График промене броја становника у току последњих година